# Bad (album)
 For alternative betydninger, se Bad (flertydig). (Se også artikler, som begynder med Bad)
Bad er det tredje soloalbum fra Michael Jackson, som blev udgivet af Epic/CSB Records i 1987. Der blev solgt 25 millioner eksemplarer af albummet på verdensplan, samt sendt 8 millioner eksemplarer til USA. Bad havde 5 Billboard Hot 100 #1 singler. Bad er efterfølgeren af Jacksons sidste album, Thriller, som var en international succes.

## Spor
Albummet består af følgene numre:
1. "Bad" (Michael Jackson) – 4:06
2. "The Way You Make Me Feel" (Michael Jackson) – 4.58
3. "Speed Demon" (Michael Jackson) – 4:01
4. "Liberian Girl" (Michael Jackson) – 3:53
5. "Just Good Friends" (Duet med Michael Jackson og Stevie Wonder) – 4:05
6. "Another Part of Me" (Michael Jackson) – 3:53
7. "Man in the Mirror" (Michael Jackson) – 5:18
8. "I Just Can't Stop Loving You" (Duet med Michael Jackson og Siedah Garrett) – 4:13
9. "Dirty Diana" (Michael Jackson) – 4:40
10. "Smooth Criminal" (Michael Jackson) – 4:16
11. "Leave Me Alone" (Michael Jackson) – 4:37 (ikke på LP udgaven)

Da albummet blev genudgivet som special edition i 2001, blev der tilføjet ekstra tracks til albummet. Disse tracks bestod af interviews med Quincy Jones samt nogle tidligere optaget sange, som ikke kom med på albummet i 1987. De er listet herunder:
1. Interview with Quincy Jones #1 – 4:03
2. "Streetwalker" – 5:49
3. Interview with Quincy Jones #2 – 2:53
4. "Todo Mi Amor Eres Tu (I Just Can't Stop Loving You)" (Michael Jackson/Rubén Blades) – 4:05
5. Interview with Quincy Jones #3 – 2:30
6. "Intro to "Fly Away" – 0:08
7. "Fly Away" (Michael Jackson) – 3:26

## Singler
1. Juli 1987 – "I Just Can't Stop Loving You" USA #1 / UK #1
2. September 1987 – "Bad" USA #1 / UK #3
3. November 1987 – "The Way You Make Me Feel" USA #1 / UK #3
4. Januar 1988 – "Man in the Mirror" USA #1 / UK #21
5. April 1988 – "Dirty Diana" USA #1 / UK #4
6. Juli 1988 – "Another Part of Me" USA #11 / UK #15
7. September 1988 – "Smooth Criminal" USA #7 / UK #8
8. Januar 1989 – "Leave Me Alone" UK #2
9. Juni 1989 – "Liberian Girl" UK #13